# 丸勢進
丸㔟 進（まるせ すすむ、1926年 - 2024年9月10日）は、日本の電子工学者。名古屋大学名誉教授。元名城大学学長。元日本電子顕微鏡学会会長。

## 人物・経歴
長崎県生まれ。1947年名古屋帝国大学工学部電気科卒業。1962年工学博士。
1956年電気学会電気学術振興賞進歩賞。1963年日本電子顕微鏡学会学会賞（瀬籐賞）。
1965年名古屋大学教授。1982年日本電子顕微鏡学会会長。
1983年名古屋大学工学部学部長。同年世界初の2-tank方式超高圧電子顕微鏡を完成させる。
1989年名古屋大学名誉教授、名城大学教授。1991年名城大学学長。2004年瑞宝重光章。